# Oberdigisheim
Oberdigisheim ist ein Stadtteil von Meßstetten im Zollernalbkreis in Baden-Württemberg (Deutschland). Der Ort liegt westlich von Meßstetten im Tal der Oberen Bära.

## Geschichte

### Gräber und Siedlungen der Keltischen Zeit
Im Gewann Leuzenfelder Halde zeigt die Karte von Hofrat Ziegler 1894 eine Grabhügelgruppe.

### 12./13. Jahrhundert
Oberdigisheim besaß im 12./13. Jahrhundert einen Ortsadel, der in der Ortenau und in Rottweil fortlebte.

### 14. Jahrhundert
Spätestens seit Ende des 14. Jahrhunderts gehörte der Ort zur Herrschaft Zollern-Schalksberg. Mit dieser gelangte er 1403 an Württemberg, wo er vom Amt in Balingen verwaltet wurde.

### 16. Jahrhundert
Oberdigisheimer Bauern waren am Bauernkrieg beteiligt.
Am 11. Mai 1525 segnet der Pfarrer von Digisheim das Heer der Bauern.

### 1800
Ab 1806 gehörte der dem Oberamt Balingen unterstellte Ort zum neu errichteten Königreich Württemberg und ab 1919 zum gleichnamigen Volksstaat.
In Oberdigisheim wurden Obstbäume am Straßenrand auf privatem Grund gepflanzt. Im Grundbuch war die Nutzung der Seitenstreifen in Württemberg über Dienstbarkeiten geregelt. Beispiele: Alte Landstraße (48° 10′ 14,84″ N, 8° 54′ 0,18″ O)
Neben König Wilhelm verschenkten auch die Brüdergemeinden Obstbäume.

### 1900
Oberdigisheim kam 1934 zum Kreis und 1938 zum Landkreis Balingen und im Zuge der Kreisreform 1973 zum Zollernalbkreis.
Am 1. Januar 1975 wurde Oberdigisheim nach Meßstetten eingemeindet.
1983 wurde der Stausee Kohlstatt-Brunnenbach fertiggestellt und für den Schwimmsport freigegeben.

## Bergbau
In Oberdigisheim wurde 1738 im Weiler Geyerbad in den arbeitsarmen Monaten von Nebenerwerbslandwirten mit Keilhauen Eisenerz für die Hochöfen der Schwäbischen Hüttenwerke in Tuttlingen gefördert. Die vollständig erhaltenen Akten von Ludwigsthal wurden bisher wenig erforscht.

Untersuchungen der Schlacke historischer Eisenschmelzen zeigen einen Kleinschmelzofentyp, der seit dem 13. Jahrhundert in der Gegend alle Erze verhütten konnte. Das Schmelzwerk in Harras wurde 1832 stillgelegt. Nach dem Bau leistungsfähiger Bahnstrecken wurde in Süddeutschland, mit Ausnahme der Zeit des Dritten Reichs, nur noch Eisenerz abgebaut, um mit Kalkstein einen eisenhaltigen Zuschlag im Hochofen zu verwenden. Von rogenförmigen Thoneisensteinen wird berichtet, von welchen sich im Heuberg „ein Flöz von 1 - 2 Schuh Mächtigkeit“ befunden hat. 

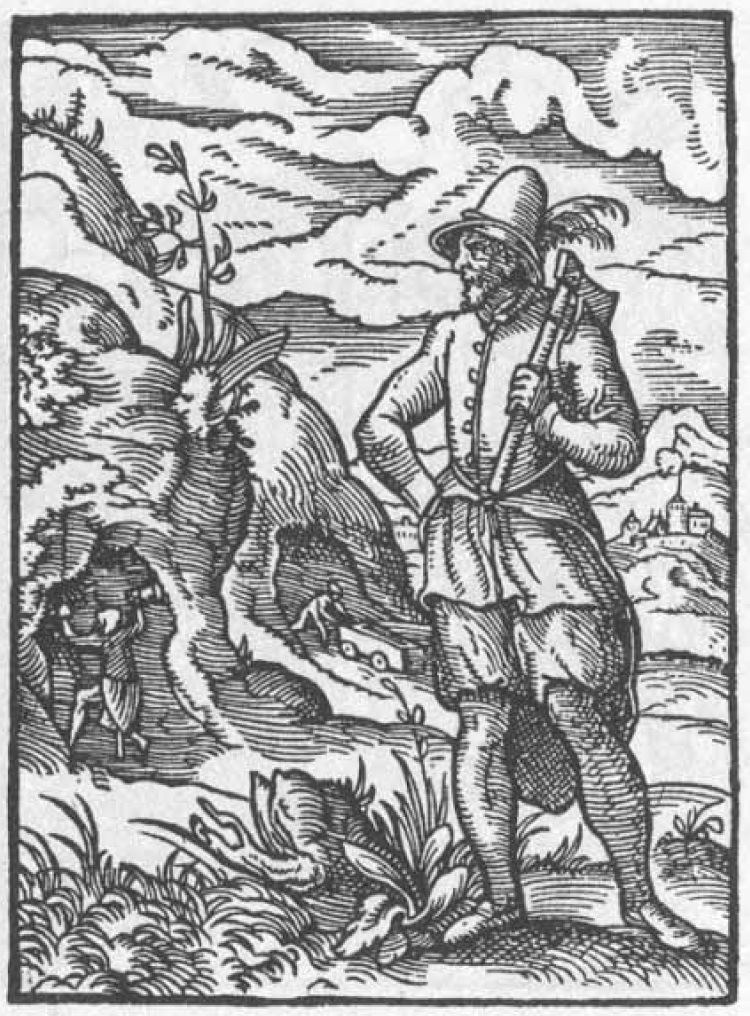
Der Bergknapp mit Keilhaue und Arschleder (1568)

 Die selbständigen Knappen schürften um 1844 auf eigenes Risiko und wurden von Erzmesser Monitgel in Ludwigsthal nach abgelieferter Menge bezahlt. Der Sieg über Frankreich 1870 beendete den Bergbau. Elsass-Lothringen mit seinen reichen Erzvorkommen wurde dem Reich einverleibt, das Eisen aus der Region nicht mehr gefragt.

## Produktion von Waffen

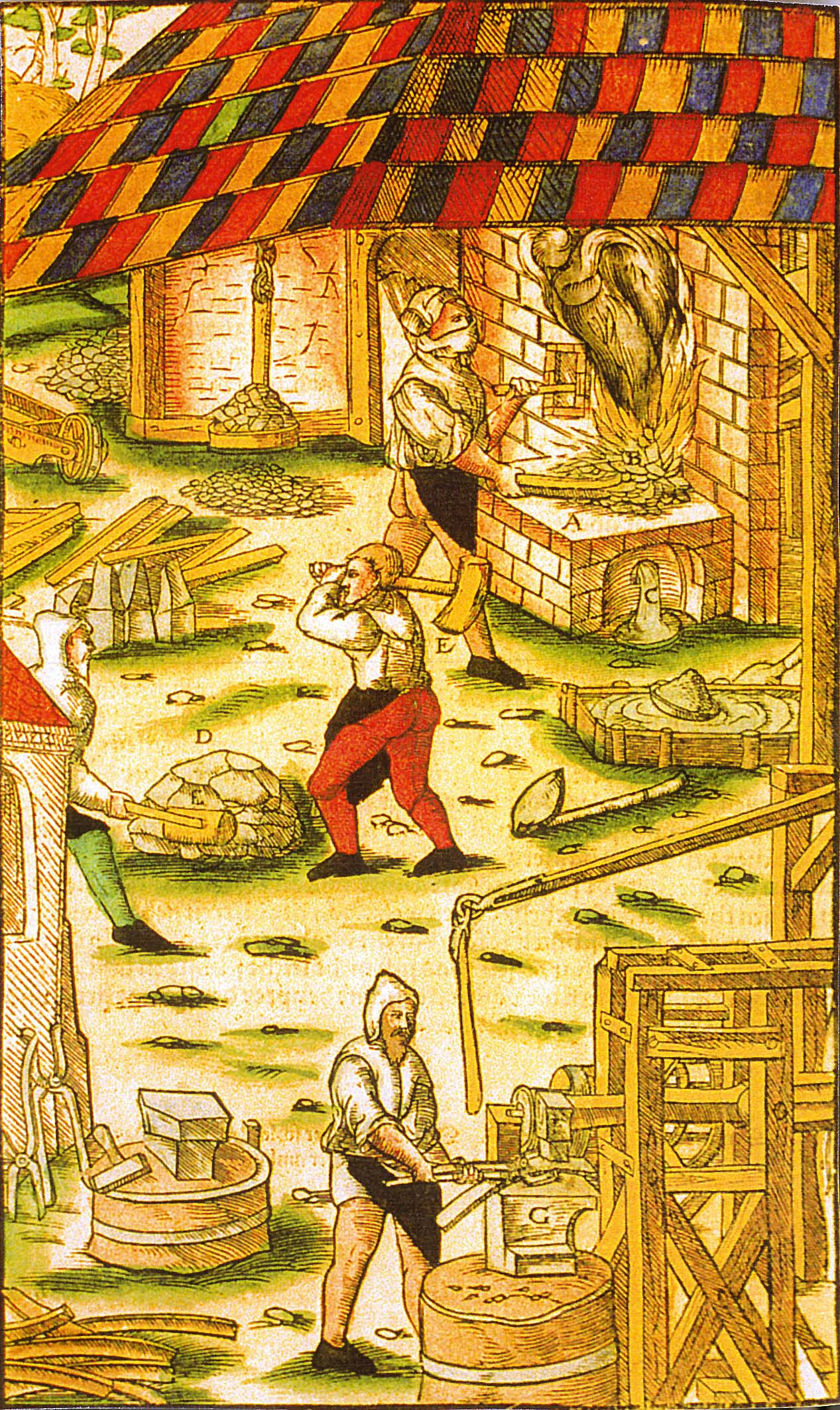
Schmiede im Mittelalter

Die Oberdigisheimer Handwerksmeister konnten vor Ort hochwertigen Stahl erzeugen, schmieden, aufkohlen, härten und schleifen. Die Hüttenwerke lieferten damals keine Walzprodukte mit der bestellten Reinheit, entsprechenden Legierungselementen und dem richtigen Kohlenstoffgehalt, wie wir sie heute kennen, zur Schmiede in Oberdigisheim. Die Bohnerzmassen wurden vor Ort entkohlt und ausgeschmiedet. Für die eigentliche Schneide wurde bei Äxten, Schwertern Messer und Sensen ein sehr dünnes Stück eines aus manganhaltigen Erzen erschmolzenen Stahles verwendet. Anschließend wurde in einem Schweißprozess aus mehreren Lagen unterschiedlicher Qualitäten Messerstahl im Schmiedefeuer hergestellt. Für eine Axt wurde die dünne manganhaltige Seele in ein U aus Bohnerzstahl eingestählt. Ein weiteres U wurde für die Stilöse aus weichem Stahl mit Abstand feuerverschweißt. Erst jetzt konnte, wie heute noch üblich, in Form geschmiedet werden. Dann wurden die Werkzeuge und Waffen wahrscheinlich an der Schneide in Knochenpulver aufgekohlt, gehärtet, eingestielt und geschliffen. Die Herstellungsprozess galt als Berufsgeheimnis der Meister. Wörter aus den Sprachen Romani und Pleißne schützten die Geheimnisse zusätzlich. Das Pleißne ist ein Soziolekt im Zollernalbkreis und gehört zu den Dialekten des Rotwelschen. Pleißne hat den Wortschatz der örtlichen Umgangssprache geprägt. Selbst der Landesherr kannte die Einzelheiten nicht und versuchte als nicht Eingeweihter Schmelzen aus minderwertigen Erzen von Freudenstadt einzusetzen. Schmuggler wurden beauftragt, die benötigten Rohstoffe in den gewünschten Qualitäten zu beschaffen.
Erst mit modernen Analyse- und Ätzverfahren konnten die Geheimnisse weitgehend erforscht werden. 1698 wurde knapp eine Tonne Stahlmasseln auf der Reichsstraße über Kolbingen geschmuggelt. Die zugewiesenen Hüttenwerke in St. Christophstal bei Freudenstadt konnten die unerwünschten Eisenbegleiter nur unzureichend frischen. Dieser Stahl war gegenüber dem Bohnerz-Stahl weicher. Dieses Eisen war zu sprizig und taugte auf den steinigen und felsigen Steigen nicht. Ferdinand von Steinbeis, nach dem in Meßstetten eine Straße benannt ist, gelang es, den Hochofenprozess in Ludwigsthal zu optimieren. Der Stahlschmuggel versorgte die Schmiede in Oberdigisheim mit hochwertigem Stahl. Ebingen kaufte 1538 fünfzig Spieße für die Verteidigung der Stadt in Oberdigisheim.
Die Lohnwerk verrichtenden Handwerker wohnten in stadtähnlich aneinandergereihten bescheidenen Seldnerhäusern mit Ettertor auf kleinen zugeteilten Ödlandparzellen auf der schattigen Nordseite. In Frommern wurde die Siedlung Granitz genannt. Straßenzüge der später erweiterte Seldnerhaussiedlung konnten im Bereich der Widumstraße in Oberdigisheim erhalten werden.

## Geyerbad

### Heilbad
Im Mittelalter gab es auf dem Weiler Geyerbad ein Badhaus (48° 10′ 46,36″ N, 8° 52′ 38,29″ O). Die Menschen erhofften Heilung oder wenigstens Linderung der vorwiegend rheumatischen Beschwerden. Durch zahlreiche Untersuchungen ist heute bekannt, dass der im Bad aufgenommene Schwefel den Zellstoffwechsel anregt, in enzymatische Prozesse eingreift und in organische Substanzen eingebaut wird. Solche Bäder waren öffentliche Einrichtungen wie das Wirtshaus oder die Mühle, da Privathäuser in der Regel über keine derartigen sanitären Anlagen verfügten. In der Badstube bot der Bader in der Regel nach Geschlechtern getrennt Dampf und Schwitzbäder sowie Wasserbäder an, denen er bei Bedarf Kräuter hinzumischte. Durch mangelhafte Hygiene bei in Badhäusern durchgeführten Aderlässen wurden Krankheiten übertragen. Wie bei Blutspenden kommt es für etwa fünf Tage zu einer Blutverdünnung und Blutdrucksenkung. 1623 wird das Heilbad in Nusplingen geschlossen. In Tuttlingen und Bad Sebastiansweiler werden Wässer angewandt.

## Religion

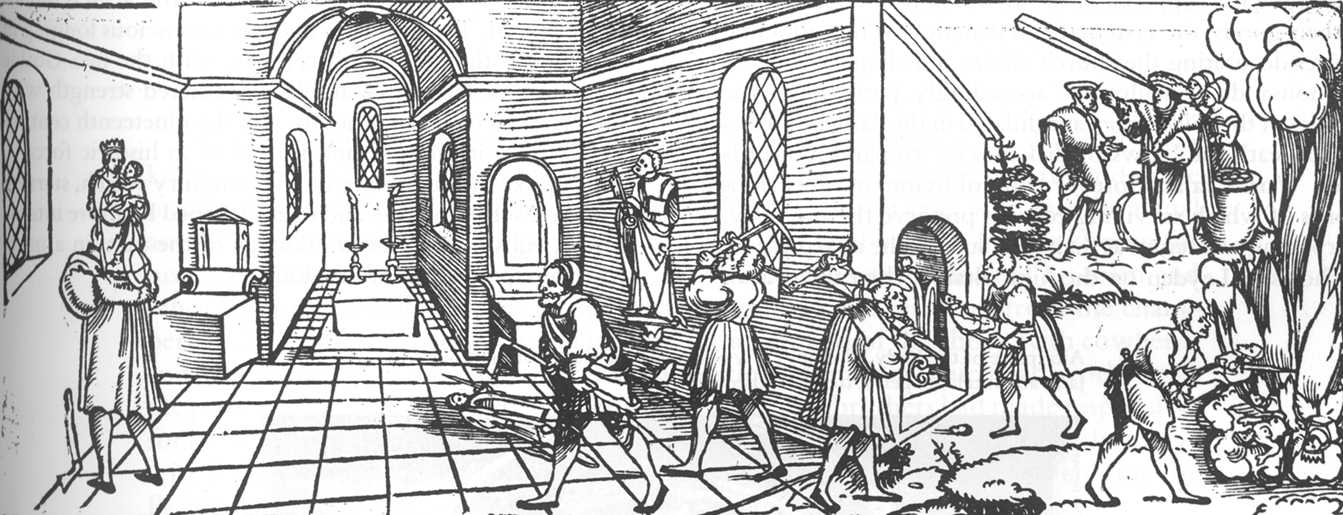
Flugblatt Klagrede der armen verfolgten Götzen und Tempelbilder (Erhard Schön, Bildersturm um 1530)

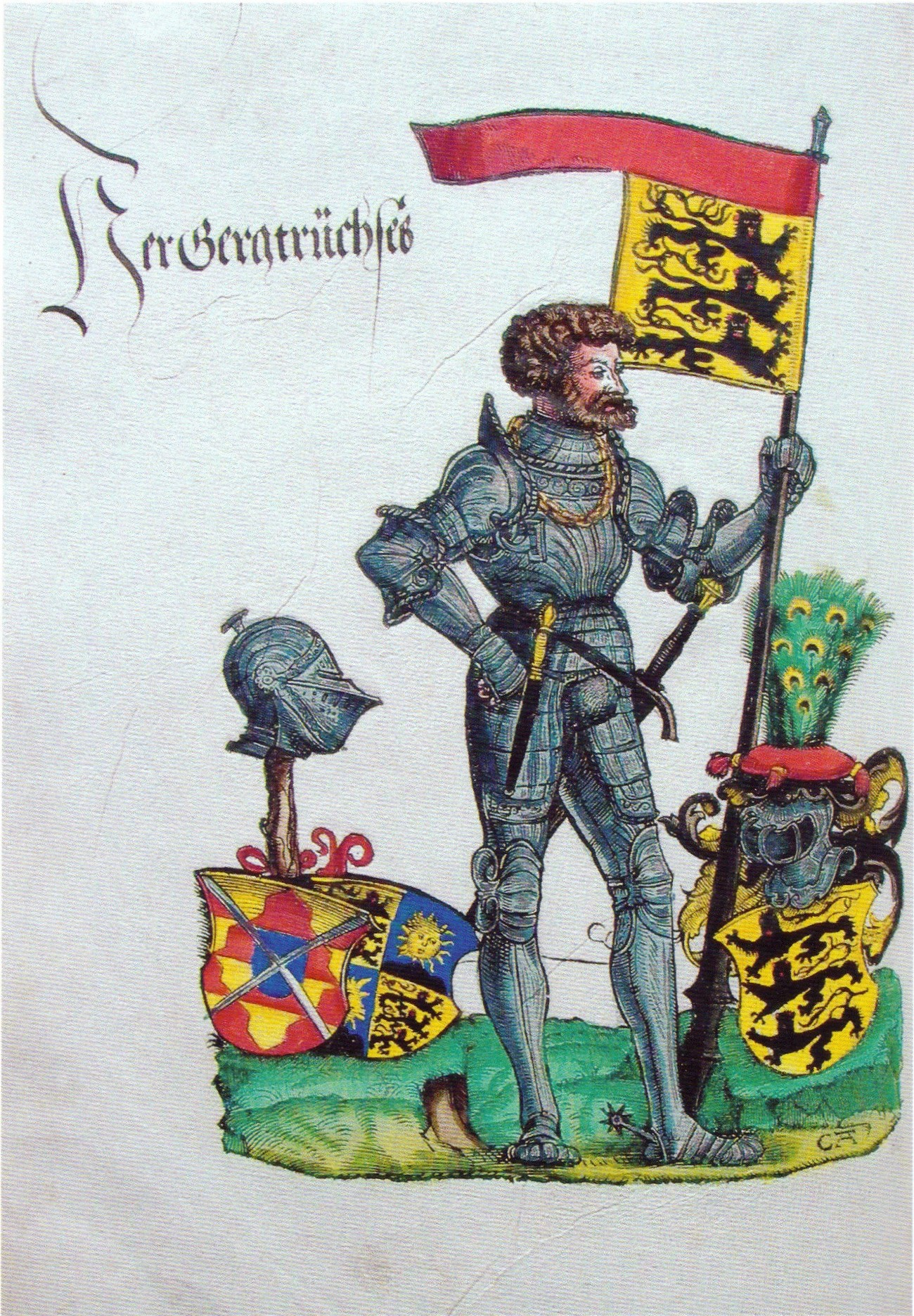
Bauernjörg Am 29. Februar 1525 mit einem Heer im Bäratal in Meßstetten, Holzschnitt H. Burgmair d. Ä.

Egesheim, Königsheim und Reichenbach am Heuberg gehörten kirchlich zu Oberdigisheim. Durch Bekanntmachung des Oberkirchenrats vom 18. März 1949 wurden Egesheim, Königsheim und Reichenbach am Heuberg der Kirchengemeinde Aldingen zugeordnet. Heute umfasst die Gemeinde noch Unterdigisheim, Obernheim und Nusplingen.
Der Freiburger Arzt Johannes Murer predigte bereits 1523 in bäuerlicher Kleidung als Karsthans das Priestertum aller Gläubigen. Bei seiner Verhaftung in Balingen bekannte er, dass er lieber sterben wolle, als auf die Verkündigung des Wortes Gottes zu verzichten. Murer starb dann ebenso den Märtyrertod für das Evangelium wie jene anderen 45 evangelischen Bauernkriegsprediger und Pfarrer. In der Gegend kam es zu Bilderstürmen durch Schweizer Reformatoren. Auch in der Oberdigisheimer Kirche wurde übel gehaust. Seither wurden die Protestanten „Wüstgläubige“ genannt.
1525 kam die soziale und politische Unzufriedenheit in Meßstetten im Bauernaufstand zum Ausbruch. Die Kirche in Oberdigisheim wurde ein Zentrum des Aufstands. Der Pfarrer der Kirche von Oberdigisheim reiste von Dorf zu Dorf und forderte die Bevölkerung zur Empörung gegen die Regierung auf. Ein Haufen von 1600 Leuten kam zusammen. Gleich zu Anfang des Jahres plünderten die Aufständischen die Schalksburg. Das Abzeichen der Bauern um Balingen war eine schwarz-rote Fahne mit weißem Kreuz. Am 11. Mai 1525 segnete der Pfarrer von Digisheim das Heer der Bauern. Dem im Balinger Turm inhaftierten Heinz Stengel (Nebenform Senglin) wurde das Tragen der Wehr verboten. Seit dem verlorenen Bauernkrieg wurde Oberdigisheim vom Pfarramt Tieringen aus betreut und hatte keinen Pfarrer mehr vor Ort.
1534 wurde im Herzogtum Württemberg die Reformation durchgeführt; seither ist Oberdigisheim evangelisch. Die Reformation in der Gegend erfolgte unter Ambrosius Blarer.

## In Oberdigisheim geboren
- Mechthild von Digisheim: 1323–1329 war sie Klostervorsteherin des Zisterzienserordens im Kloster Wald.
- Alfred Quellmalz (1899–1979): Musikwissenschaftler